# Scutellaria galericulata
La scutellaria palustre (nome scientifico Scutellaria galericulata L., 1753) è una pianta perenne spontanea dai fiori labiati appartenente alla famiglia delle Lamiaceae.

## Etimologia
Il nome generico (scutellaria) deriva da una parola latina il cui significato è  "un piccolo piatto, un vassoio o un piatto" e si riferisce ai sepali che appaiono in questo modo durante il periodo di fruttificazione (= depressione del calice fruttificato). L'epiteto specifico (galericulata) deriva dalla parola latina "galericulatus" (= a forma di casco) e fa riferimento alla parte superiore della corolla a forma di cappello o cappuccio.
Il nome scientifico della specie è stato definito da Linneo (1707 – 1778), conosciuto anche come Carl von Linné, biologo e scrittore svedese considerato il padre della moderna classificazione scientifica degli organismi viventi, nella pubblicazione "Species Plantarum - Edition 2 - 599. 1753" del 1753.

## Descrizione

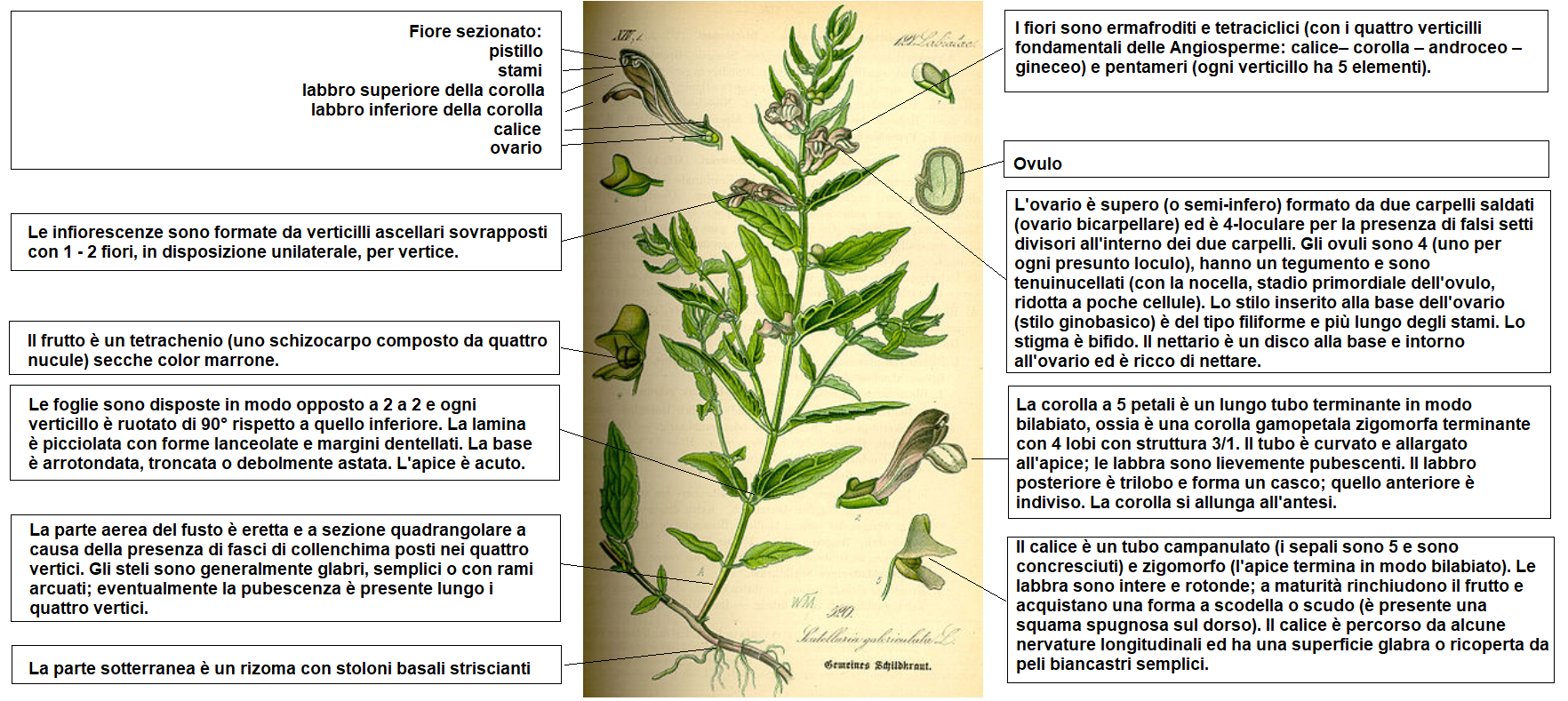
Descrizione delle parti della pianta

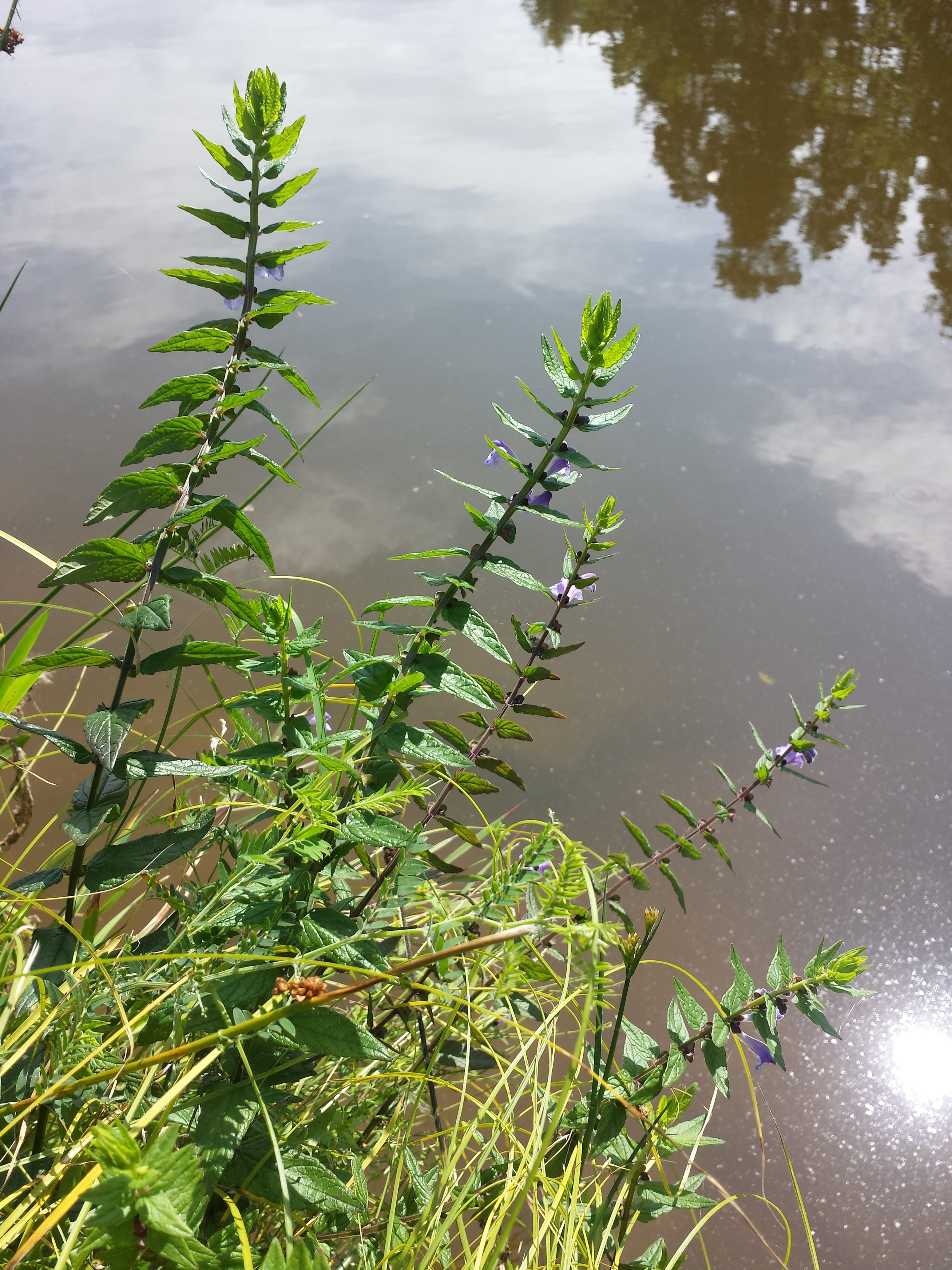
Il portamento

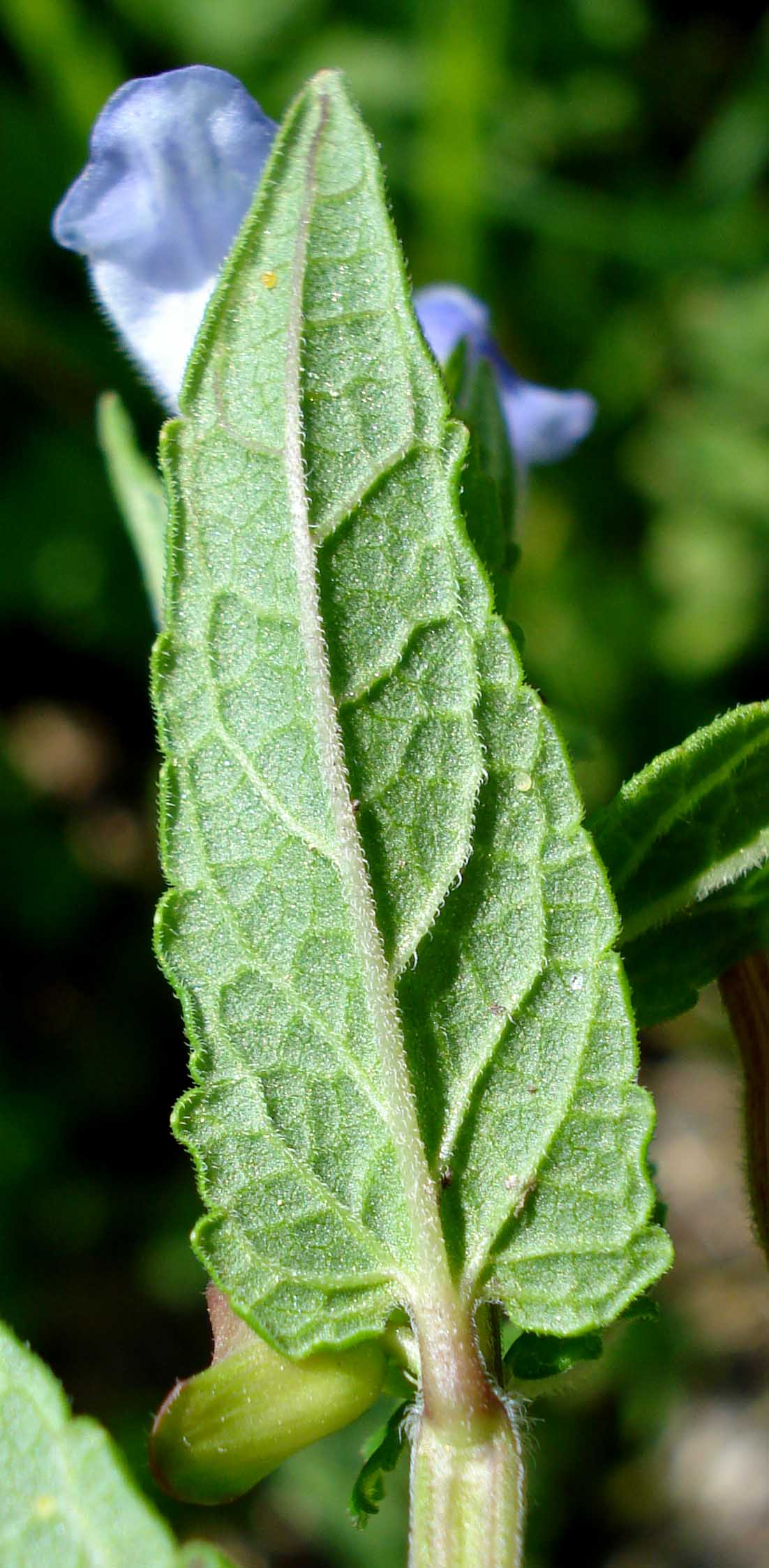
Le foglie

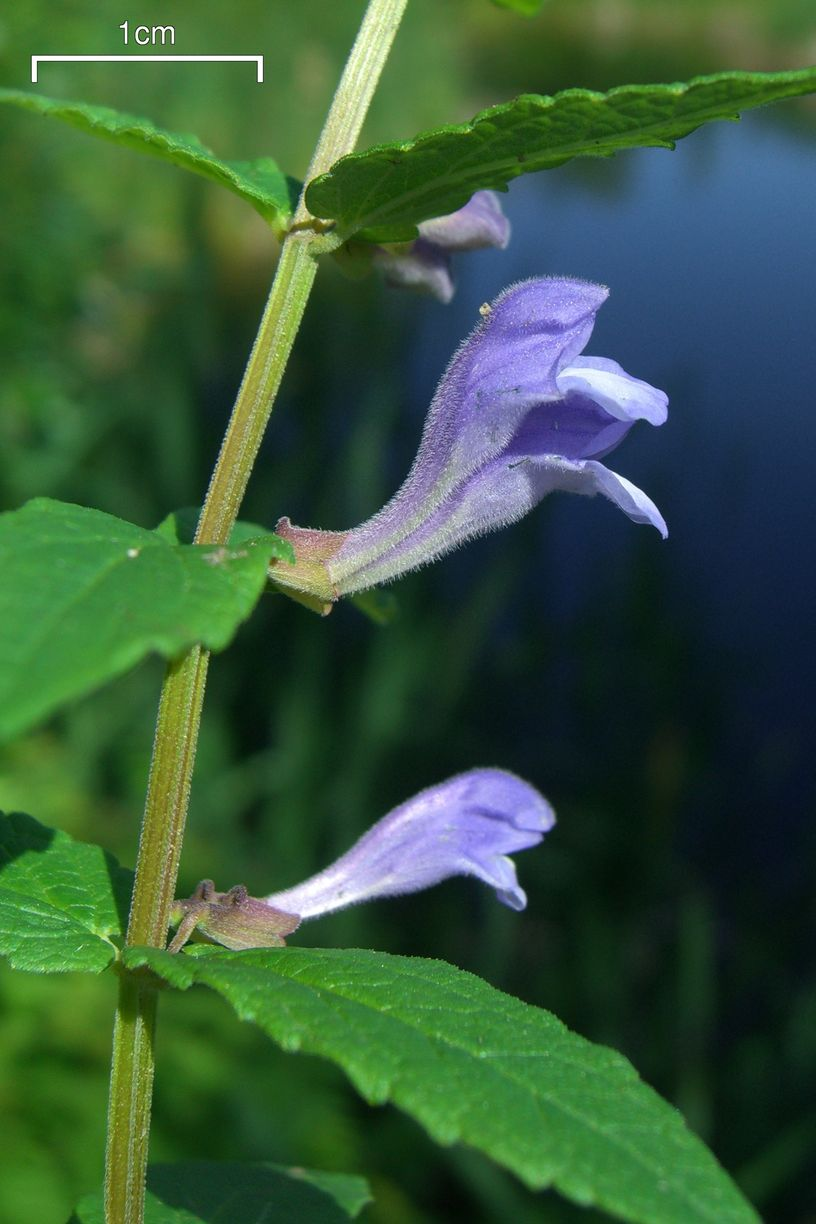
Infiorescenza

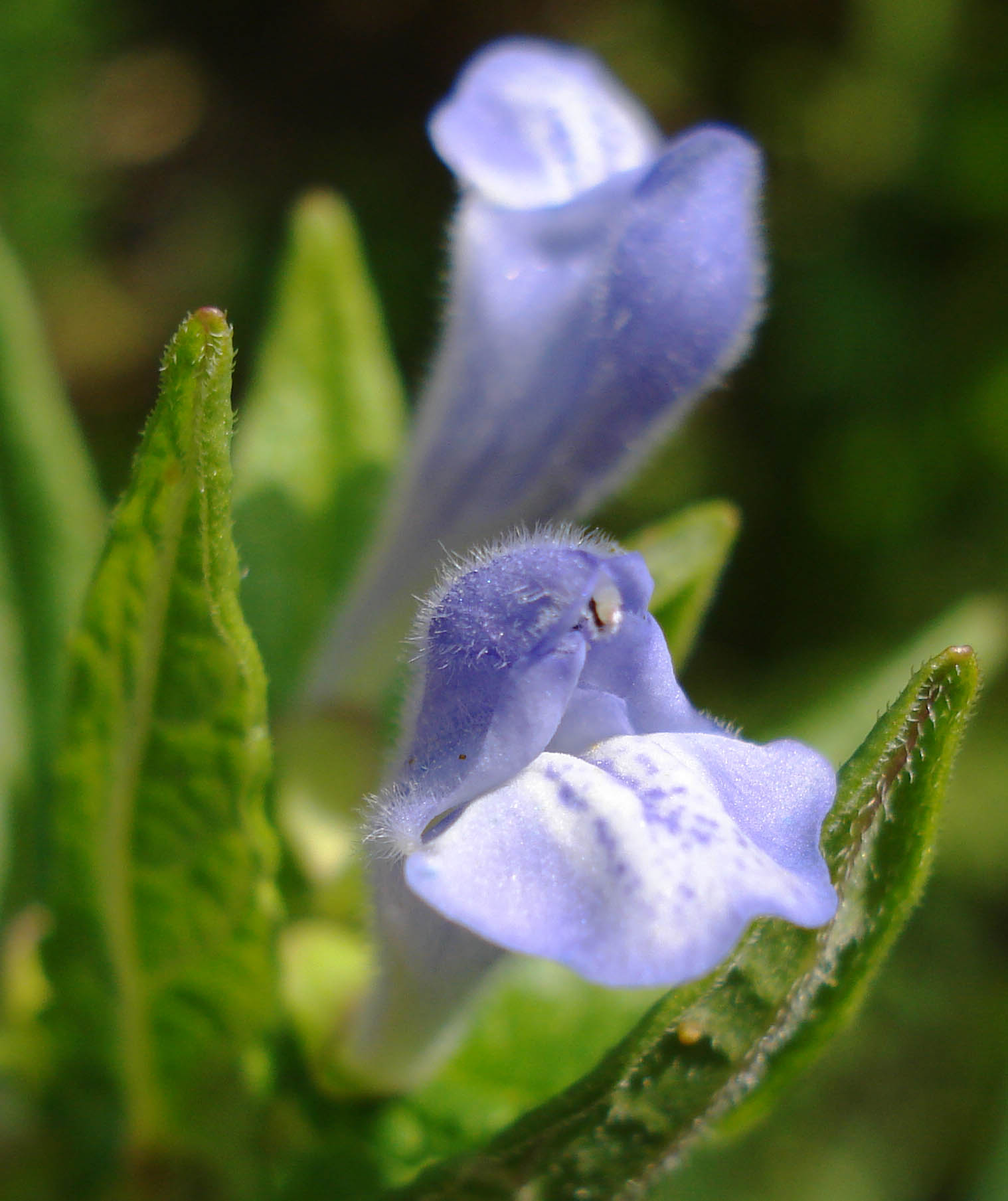
I fiori

Queste piante arrivano ad una altezza di 8 – 30 cm (massimo 50–70 cm). La forma biologica è geofita rizomatosa (G rhiz), sono piante perenni erbacee che portano le gemme in posizione sotterranea; durante la stagione avversa non presentano organi aerei e le gemme si trovano in organi sotterranei come bulbi, tuberi e rizomi, fusti sotterranei dai quali, ogni anno, si dipartono radici e fusti aerei. La Scutellaria galericulata non è aromatica.

### Radici
Le radici sono secondarie da rizoma.

### Fusto
- Parte ipogea: la parte sotterranea è un rizoma.
- Parte epigea: la parte aerea del fusto è eretta e a sezione quadrangolare a causa della presenza di fasci di collenchima posti nei quattro vertici. Gli steli sono generalmente glabri, semplici o con rami arcuati; eventualmente la pubescenza è presente lungo i quattro vertici. Sono presenti degli stoloni basali striscianti.

### Foglie
Le foglie sono disposte in modo opposto a 2 a 2 e ogni verticillo è ruotato di 90° rispetto a quello inferiore. Non sono presenti foglie basali. La lamina è picciolata con forme lanceolate e margini dentellati. La base è arrotondata, troncata o debolmente astata. L'apice è acuto. Quelle inferiori sono ovato-lanceolate con numerosi denti ottusi. La consistenza varia da membranosa a cartacea. Lunghezza del picciolo: 1 – 4 mm. Dimensione delle foglie: larghezza 8 – 13 mm; lunghezza 32 – 40 mm.

### Infiorescenza
Le infiorescenze sono formate da verticilli ascellari sovrapposti con 1 - 2 fiori in disposizione unilaterale. Ogni verticillo è sotteso da una coppia di foglie normali (più o meno simili a quelle basali-cauline).

### Fiore
I fiori sono ermafroditi e tetraciclici (con i quattro verticilli fondamentali delle Angiosperme: calice– corolla – androceo – gineceo) e pentameri (ogni verticillo ha 5 elementi).
- Formula fiorale. Per la famiglia di queste piante viene indicata la seguente formula fiorale:

X, K (5), [C (2+3), A 2+2], G (2), supero, 4 nucule
- Calice: il calice è un tubo campanulato (i sepali sono 5 e sono concresciuti) e zigomorfo (l'apice termina in modo bilabiato). Le labbra sono intere e rotonde; a maturità rinchiudono il frutto e acquistano una forma a scodella o scudo (è presente una squama spugnosa sul dorso). Il calice è percorso da alcune nervature longitudinali ed ha una superficie glabra o ricoperta da peli biancastri semplici. Il calice è accrescente e colorato di violaceo. Lunghezza del calice: 3 mm.
- Corolla: la corolla a 5 petali è un lungo tubo terminante in modo bilabiato, ossia è una corolla gamopetala zigomorfa terminante con 4 lobi con struttura 3/1. Il tubo è curvato e allargato all'apice; le labbra sono lievemente pubescenti. Il labbro posteriore è trilobo e forma un casco; quello anteriore è indiviso. La corolla si allunga all'antesi. L'interno è privo dell'anello di peli caratteristico per questa famiglia. Il colore è purpureo o blu-violetto; a volte anche rosato. Lunghezza della corolla: 10 – 15 mm. Larghezza del tubo alla gola: 3,5 – 5 mm.
- Androceo: gli stami sono 4, tutti fertili, didinami inclusi (terminano sotto il labbro inferiore della corolla). I filamenti sono ravvicinati e paralleli. Le antere interne sono biloculari con le teche da parallele a divergenti. Negli stami esterni una teca è abortita (stami monoloculari). La antere sono cigliate. La deiscenza avviene tramite una fessura longitudinale comune. I granuli pollinici sono del tipo tricolpato o esacolpato.
- Gineceo: l'ovario è supero (o semi-infero) formato da due carpelli saldati (ovario bicarpellare) ed è 4-loculare per la presenza di falsi setti divisori all'interno dei due carpelli. Gli ovuli sono 4 (uno per ogni presunto loculo), hanno un tegumento e sono tenuinucellati (con la nocella, stadio primordiale dell'ovulo, ridotta a poche cellule).[16]. Lo stilo inserito alla base dell'ovario (stilo ginobasico) è del tipo filiforme e più lungo degli stami. Lo stigma è bifido. Il nettario è un disco alla base e intorno all'ovario ed è ricco di nettare.
- Fioritura: da giugno a agosto (settembre).

### Frutti
Il frutto è un tetrachenio (uno schizocarpo composto da quattro nucule) secche color marrone. La forma è da ellissoidale a obovoidale o subglobosa, pubescente o glabra. La superficie è tubercolata e galleggiano sull'acqua durante la dispersione. I semi, di colore marrone scuro, sono sprovvisti di endosperma e sono piccolissimi con l'embrione ripiegato.

## Riproduzione
- Impollinazione: l'impollinazione avviene tramite insetti tipo ditteri e imenotteri (api e bombi), raramente lepidotteri (impollinazione entomogama).[17]
- Riproduzione: la fecondazione avviene fondamentalmente tramite l'impollinazione dei fiori (vedi sopra).
- Dispersione: i semi cadendo a terra (dopo essere stati trasportati per alcuni metri dal vento – disseminazione anemocora) sono successivamente dispersi soprattutto da insetti tipo formiche (disseminazione mirmecoria). Se la pianta è vicina ad un corso d'acqua la dispersione è idrocoria (o disseminazione idrocora).[15]

## Distribuzione e habitat

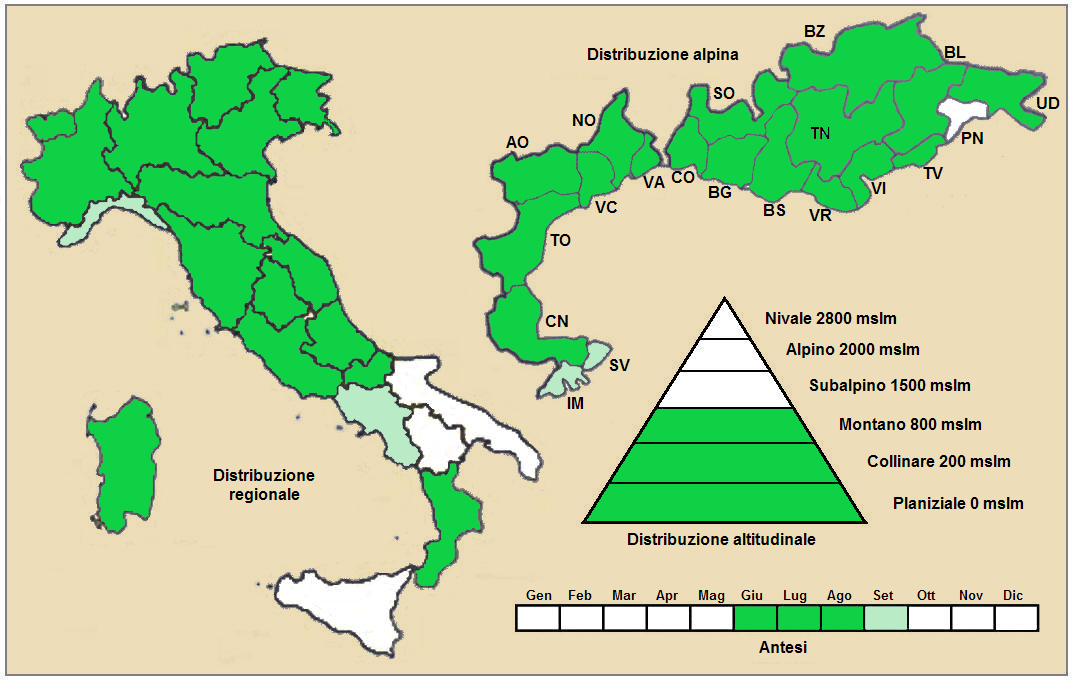
Distribuzione della pianta
(Distribuzione regionale – Distribuzione alpina)

- Geoelemento: il tipo corologico (area di origine) è Circumboreale / Eurosiberiao / Nord Americano.
- Distribuzione: in Italia è una specie comune e si trova ovunque (con maggiore frequenza sui versanti tirrenici). Sulle Alpi è ovunque comune (su entrambi i versanti). Sugli altri rilievi europei collegati alle Alpi si trova nella Foresta Nera, Vosgi, Massiccio del Giura, Massiccio Centrale, Pirenei, Monti Balcani e Carpazi.[19] Nel resto dell'Europa è ovunque presente. Si trova anche nella Transcaucasia e nell'Anatolia.[20] Fuori dall'Europa si trova in Asia e in Nord America.[13]
- Habitat: l'habitat tipico per questa pianta sono le paludi, i prati umidi e le sponde dei ruscelli e dei laghi. Il substrato preferito è calcareo ma anche calcareo/siliceo con pH basico, medi valori nutrizionali del terreno che deve essere bagnato.[19]
- Distribuzione altitudinale: sui rilievi queste piante si possono trovare fino a 900 m s.l.m. (1.100 m s.l.m. in Asia[13]); frequentano quindi i seguenti piani vegetazionali: collinare e montano (oltre a quello planiziale – a livello del mare).

### Fitosociologia
Dal punto di vista fitosociologico alpino Scutellaria galericulata appartiene alla seguente comunità vegetale:
- Formazione: delle comunità delle megaforbie acquatiche.

- Classe: Phragmito-Magnocaricetea.

- Ordine: Phragmitetalia communis.

- Alleanza: Magnocaricion.

## Tassonomia
La famiglia di appartenenza della specie (Lamiaceae), molto numerosa con circa 250 generi e quasi 7000 specie, ha il principale centro di differenziazione nel bacino del Mediterraneo e sono piante per lo più xerofile (in Brasile sono presenti anche specie arboree). Per la presenza di sostanze aromatiche, molte specie di questa famiglia sono usate in cucina come condimento, in profumeria, liquoreria e farmacia. La famiglia è suddivisa in 7 sottofamiglie: il genere Scutellaria è descritto nella sottofamiglia Scutellarioideae. Nelle classificazioni più vecchie la famiglia Lamiaceae viene chiamata Labiatae.
Il genere Scutellaria comprende oltre 360 piante per cui le varie specie sono ripartite in alcune sezioni. La specie di questa voce è circoscritta nella sezione Galericularia che ha le seguenti caratteristiche generali:
- le brattee dell'infiorescenza sono di tipo erbaceo;
- i fiori sono disposti unilateralmente;
- le foglie sono disposte in modo opposto;
- i fiori sono per lo più solitari alle ascelle delle foglie.

Il numero cromosomico di S. galericulata è: 2n = 28, 30 e 32.

### Variabilità
La specie di questa voce si presenta spesso sotto diverse forme vegetative; in particolare varia in altezza da 10 cm a quasi 1 metro.

### Ibridi
Con la specie Scutellaria hastifolia L., 1753 la pianta di questa voce forma il seguente ibrido interspecifico:
- Scutellaria × neumannii H.Melzer& E.Bregant, 1988

### Sinonimi
Questa entità ha avuto nel tempo diverse nomenclature. L'elenco seguente indica alcuni tra i sinonimi più frequenti:
- Cassida galericulata (L.) Scop
- Cassida major  Gilib.
- Scutellaria adamsii  Spreng.
- Scutellaria epilobiifolia  A.Ham.
- Scutellaria epilobiifolia f. albiflora  Fernald
- Scutellaria epilobiifolia f. rosea  Fernald
- Scutellaria galericulata f. albiflora  Millsp.
- Scutellaria galericulata var. epilobiifolia  (A.Ham.) Jordal
- Scutellaria galericulata var. glaberrima  Benth.
- Scutellaria galericulata var. humilis  Tinant
- Scutellaria galericulata var. pauciflora  (Pant.) Nyman
- Scutellaria galericulata var. pubens  Crép.
- Scutellaria galericulata f. rosea  E.L.Rand & Redfield
- Scutellaria pauciflora  Pant.

## Usi

### Farmacia
Secondo la medicina popolare questa pianta ha le seguenti proprietà medicamentose:
- antinfiammatoria (attenua uno stato infiammatorio);
- antispasmodica (attenua gli spasmi muscolari, e rilassa anche il sistema nervoso);
- astringente (limita la secrezione dei liquidi);
- febbrifuga (abbassa la temperatura corporea);
- tonica (rafforza l'organismo in generale).

## Altre notizie
La scutellaria palustre in altre lingue è chiamata nei seguenti modi:
- (DE)  Gewöhnliches-Helmkraut, Gewöhnliches-Schildkraut
- (FR)  Scutellaire à casque
- (EN)  Skullcap